# Cephalaria integrifolia
Cephalaria integrifolia là một loài thực vật có hoa trong họ Kim ngân. Loài này được Napper mô tả khoa học đầu tiên năm 1968.